# Pterostylis
Pterostylis é um género botânico pertencente à família das orquídeas (Orchidaceae), que conta mais de 200 espécies.
Duas revisões recentes propõem a divisão de Pterostylis nos seguintes gêneros:
1. Diplodium Sw., Mag. Neuesten Entdeck. Gesammten Naturk. Ges. Naturf. Freunde Berlin 4: 84 (1810).
2. Oligochaetochilus Szlach., Polish Bot. J. 46: 23 (2001).
3. Plumatichilos Szlach., Polish Bot. J. 46: 22 (2001).
4. Bunochilus D.L.Jones & M.A.Clem., Austral. Orchid Res. 4: 66 (2002).
5. Crangonorchis D.L.Jones & M.A.Clem., Austral. Orchid Res. 4: 67 (2002).
6. Eremorchis D.L.Jones & M.A.Clem., Austral. Orchid Res. 4: 72 (2002).
7. Hymenochilus D.L.Jones & M.A.Clem., Austral. Orchid Res. 4: 72 (2002).
8. Linguella D.L.Jones & M.A.Clem., Austral. Orchid Res. 4: 74 (2002).
9. Petrorchis D.L.Jones & M.A.Clem., Austral. Orchid Res. 4: 78 (2002).
10. Pharochilum D.L.Jones & M.A.Clem., Austral. Orchid Res. 4: 80 (2002).
11. Ranorchis D.L.Jones & M.A.Clem., Austral. Orchid Res. 4: 82 (2002).
12. Speculantha D.L.Jones & M.A.Clem., Austral. Orchid Res. 4: 82 (2002).
13. Stamnorchis D.L.Jones & M.A.Clem., Austral. Orchid Res. 4: 83 (2002).
14. Taurantha D.L.Jones & M.A.Clem., Austral. Orchid Res. 4: 85 (2002).
15. Urochilus D.L.Jones & M.A.Clem., Austral. Orchid Res. 4: 87 (2002).